# Costa Mesa
Costa Mesa is een stad in Orange County in de Amerikaanse staat Californië en telt 108.724 inwoners. Het is hiermee de 209e stad in de Verenigde Staten (2000). De oppervlakte bedraagt 40,4 km², waarmee het de 227e stad is.

## Demografie
Van de bevolking is 8,4 % ouder dan 65 jaar en bestaat voor 28,1 % uit eenpersoonshuishoudens. De werkloosheid bedraagt 2,2 % (cijfers volkstelling 2000).
Ongeveer 31,8 % van de bevolking van Costa Mesa bestaat uit hispanics en latino's, 1,4 % is van Afrikaanse oorsprong en 6,9 % van Aziatische oorsprong.
Het aantal inwoners steeg van 96.849 in 1990 naar 108.724 in 2000.

## Klimaat
In januari is de gemiddelde temperatuur 12,9 °C, in juli is dat 19,5 °C. Jaarlijks valt er gemiddeld 275,6 mm neerslag (gegevens op basis van de meetperiode 1961-1990).

## Plaatsen in de nabije omgeving
De onderstaande figuur toont nabijgelegen plaatsen in een straal van 16 km rond Costa Mesa.

## Geboren
- Mike Barrowman (1968), zwemmer
- April Ross (1982), beachvolleyballer
- Sara Hughes (1995), beachvolleyballer